# Toqto’a
Toqto’a (mong. ᠲᠣᠭᠲᠠᠭᠠᠬᠤ Toqtogha; cyr. Тогтох; chiń. upr. 脱脱; chiń. trad. 脫脫; pinyin Tuōtuō; ur. 1314, zm. 1356), nazywany także "Wielkim Historykiem Tuotuo" – oficjalny historyk dynastii Yuan i wysoki rangą minister na cesarskim dworze. Nie udało mu się z powodu wygnania przeprowadzić reform w kraju i przez to powstrzymać wybuch powstania narodowego przeciw dynastii. Wraz z jego banicją i morderstwem dynastia straciła ostatnią szansę na zachowanie władzy w Chinach.

## Życiorys
Toqto’a urodził się w arystokratycznej rodzinie Majarday (Chuan), członków plemienia Merkitów. Jego wuj, Bayan, był wielkim kanclerzem za panowania cesarza Huizonga (1333- 1370). Młody Toqto’a odebrał konfucjańskie wykształcenie. Wkrótce, około 1340 r., rozpoczął wraz z ojcem spisek przeciwko umacniającemu się Bayanowi i w czasie, gdy udał się na polowanie, poplecznicy Toqto’a zamknęli bramy pałacu, a następnie aresztowali i wygnali Bayana. Jego bratanek wkrótce go zastąpił na stanowisku wielkiego kanclerza.
Toqto’a był też autorem historii dynastii – Liao, Jin i Song. Współcześni mu uczeni zarzucali, że przedstawienie dynastii Liao jako pełnoprawnej dynastii cesarskiej jest niewłaściwe z racji ich barbarzyńskiego pochodzenia. Z tego też powodu historyk nie mógł ukończyć dzieł przed 1343 rokiem, lecz ostatecznie uznał wszystkie trzy dynastie jako legalnie panujące w Chinach.
W 1344 r. Toqto’a zaproponował zmianę biegu rzeki Yongding, by ułatwić transport rzeczny do stolicy, lecz wskutek ogromnego sprzeciwu ustąpił i udał się do prowincji Gansu, gdzie przebywał też jego ojciec.
W wyniku wylewu Huang He i Huai He na granicach chińsko-tybetańskich, w południowych Chinach i Mandżurii wybuchły zamieszki. Rozwój piractwa zahamował swobodny transport południowochińskiego ziarna do stolicy, Dadu. Wszystkie te problemy sprawiły, że następca Toqto’a, Berke-Buqa, nie mógł wskutek swej słabości poradzić sobie z kryzysem państwa, co spowodowało, że w 1349 r. Wielki Historyk Tuo Tuo ponownie został wielkim kanclerzem. Próba zniszczenia piractwa zimą z 1350 na 1351 r. i schwytania Fanga Guozhenga, nie powiodła się, ale Toqto’a ze wsparciem cesarza nakazał zmienić bieg Rzeki Żółtej do południowego jej kanału, by naprawić Wielki Kanał. W kwietniu 1351 r. rozpoczął swój wielki projekt, zatrudniając 150 000 robotników, 20 000 żołnierzy i wykorzystał 1,845,636 mln yastuqów w papierowej walucie. Gdy w 1351 r. wybuchło Powstanie Czerwonych Turbanów, inspirowane głównie przez buddyjską sektę Białego Lotosu, początkowo próby jego stłumienia przynosiły klęskę. Toqto’a wysłał przeciw powstańcom wojska złożone głównie z Chińczyków i przez 6 dni oblegał miasto Xuzhou, które zajął 23 października 1352 r. Oddziały chińskie, mongolskie i mniejszości Miao stłumiły powstanie i zimą z 1353 na 1354 r. powstanie wygasło. Lokalny watażka i przemytnik soli Zhang Shicheng, ogłoszony królem "Wielkiego Zhou" wciąż blokował Wielki Kanał w Gaoyou i wywołało to głód w Dadu. Wielki kanclerz zaproponował kolejny już, wielki plan gospodarczy, zakładający tym razem rozpoczęcie zagospodarowywania terenów w centrum prowincji Hebei pod uprawę ryżu. W tym celu miano sprowadzić 2000 południowochińskich rolników i wydać 5 mln w walucie, wciąż montując kolejną armię do opanowania Gaoyou i odblokowania Wielkiego Kanału. Nie powiodło się to jednak w wyniku oskarżenia o korupcję przez następcę tronu, Ayushiridary, syna Huizonga i Cesarzowej Gi (mong. Öljei Khutugh) w 1354 r. Cesarz, pozostający pod wpływem żony, zdymisjonował go więc, mimo że oblężenie Gaoyu wydawało się bliskie powodzenia. Pomimo lojalności swych żołnierzy, Toqto’a nakazał im szanować nowego dowódcę, który zamienił wielkiego kanclerza na swym stanowisku. Wielu wojowników opuściło jednak szeregi armii cesarskiej pozostającej na rozkazach nowego kanclerza, niektórzy dołączyli do rebeliantów. Toqto’a udał się na wygnanie do prowincji Yunnan, lecz to nie wystarczyło Hamie z Qangli, na którego zlecenie mordercy otruli wielkiego wodza i historyka 10 stycznia 1356 r.

### Kultura masowa
Rolę Toqto’a odtworzył chiński aktor Tu Men w serialu Founding Emperor of Ming Dynasty (Cesarz, który założył dynastię Ming) z 2006 r.
Rolę Toqto’a (jako Tal Tal) odtworzył południowokoreański aktor Kim Ji-han w koreańskim dramacie "Cesarzowa Ki" (2013- 2014).